# Занкт-Альдегунд
Занкт-Альдегунд (нім. Sankt Aldegund) — громада в Німеччині, розташована в землі Рейнланд-Пфальц. Входить до складу району Кохем-Целль. Складова частина об'єднання громад Цель.
Площа — 6,16 км2. Населення становить 554 осіб (станом на 31 грудня 2020).